# Delia Ramirez
Delia Catalina Ramirez Hernandez (Chicago, Illinois, Amerikai Egyesült Államok, 1983. június 2. –) amerikai politikus, a Demokrata Párt tagjaként 2023 óta Illinois állam 3. körzetének kongresszusi képviselője.

## Életpályája
Ramirez 1983-ban született Chicagóban, édesanyja terhesen érkezett Guatemalából, apja is onnan érkezett az Egyesült Államokba. Szülei egyéves korában találtak egy államilag támogatott lakást egy templom fölött, amit meg tudtak engedni maguknak. 2001-ben érettségizett a St. Gregory gimnáziumban, ezután pedig a Northeastern Illinois Egyetemen szerzett diplomát igazságszolgáltatás szakon.
Több nonprofit szervezetet is alapított, mint a Center for Changing Lives, a Latin United Community Housing Association, a Logan Square Neighborhood Association és a Common Cause and Community Renewal Society. Ezeknek vezetőjeként is szolgált, aktivizmusának prioritásai a megfizethető lakhatás, a minőségi oktatás, valamint a kampánytámogatások rendszerének átláthatóbbá tétele.
2018-ban, közösségének támogatására indult Illinois állami kongresszusának alsóházának 4. körzetének képviselőségéért. Az előválasztás megnyerése után 6 szavazat híján az összes minden szavazatot magáénak tudhatott, hiszen senki nem indult ellene. Négy évig szolgált körzetének képviselőjeként, részben a Demokrata többség vezetőjének asszisztenseként. Ezalatt többek között segített a nyugdíjasok egészségbiztosításának általánosításában, valamint az alacsony jövedelműeknek szánt lakóépületek pénzügyi támogatásának megszerzésében.
2022-ben indult a szövetségi kongresszus képviselőségéért, Illinois új, 3. körzetét képviselve. A Demokrata Párt előválasztásán legyőzte ellenfelét, egy moderáltabb jelöltet, az általános választáson Justin Buraru republikánus jelölt felett győzedelmeskedett, a szavazatok 66 százalékát megszerezve.

## Politikája
Ramirez progresszív, a Demokrata Párton belül is baloldalinak számít, prioritásának tartja a reproduktív jogokat, a lakhatást és egészségügyet, mint emberi jogot, valamint minőségi, teljes mértékben támogatott állami iskolákat. Férjének, akinek nincsenek szükséges jogi dokumentumai, így lehetséges, hogy deportálni fogják. Emiatt Ramirez támogatja az Egyesült Államok bevándorlási politikájának megváltoztatását, reformját. A Kongresszusban tagja a Squad-nak, melyet hozzá hasonló progresszív politikát képviselő politikusok alkotnak.